# Eutanyacra validiceps
Eutanyacra validiceps är en stekelart som beskrevs av Heinrich 1961. Eutanyacra validiceps ingår i släktet Eutanyacra och familjen brokparasitsteklar. Inga underarter finns listade i Catalogue of Life.